# Anton Ederveen
A.B.A.M. (Anton) Ederveen (Nijmegen, 23 februari 1971) is een Nederlands politicoloog, politicus en bestuurder. Hij is lid van het CDA.

## Levensloop
Tijdens zijn vwo-tijd in Venray richtte Ederveen de lokale afdeling van het CDJA op. Hij studeerde vanaf 1989 aan de Universiteit van Amsterdam enige jaren Europese studies, geschiedenis en Spaans en studeerde uiteindelijk af als politicoloog met als specialisatie bestuurskunde. 
Tussendoor bekleedde hij diverse politieke en bestuurlijke functies in het CDJA en CDA. Vanaf 1997 tot 2002 was Ederveen werkzaam als beleidsmedewerker voor de CDA-Tweede Kamer-fractie op de terreinen OCW en VWS. 
Vanaf 2001 tot 2006 was hij portefeuillehouder (dagelijks bestuurder) en vicevoorzitter in het Amsterdamse Geuzenveld-Slotermeer, op de terreinen welzijn/onderwijs/sport, grotestedenbeleid, sociale stedelijke vernieuwing, integratie en jeugd en veiligheid. Op dat laatste terrein coördineerde hij de aanpak voor Amsterdam Nieuw-West.
Daarna werkte hij als senior adviseur bij het adviesbureau Radar, dat met name overheden adviseert met betrekking tot sociale vraagstukken. Van 19 maart 2007 tot 19 maart 2025 was hij burgemeester van Valkenswaard. Hij was bij zijn benoeming de jongste burgemeester in Nederland.
Ederveen kreeg met zijn vrouw een zoon.